# Alassani Mouhamed
Alassani Mouhamed (Kedji Kadjo, 1988. szeptember 17. –) togói válogatott labdarúgó.

## Eredményei
- 2001-ben Tchouadjo Athletic Club-bal megnyerte a másodosztályt.
- 2007-ben a 20 éven aluliaknak rendezett Afrika Kupán Togo válogatottjában szerepelt, csak a selejtezőkig jutottak el.
- 2007-ben az Afrikai Konföderációs Kupán kétszer lépett pályára hazája nemzeti csapatában, 1 gólt sikerült szereznie.

## Nemzetközi szereplései
- 2003-ban nyolc alkalommal kapott meghívást az U17-es válogatottba, de csak négyszer lépett pályára.
- 2006-ban négyszer tagja volt az U20-as nemzeti csapatának.
- 2007-ben két alkalommal a felnőtt válogatottban is játszott.

## Mérkőzései a togói válogatottban
| #  | Dátum               | Ellenfél     | Eredmény | Kiírás              | Esemény    |
| -- | ------------------- | ------------ | -------- | ------------------- | ---------- |
| 1. | 2012. augusztus 14. | Burkina Faso | 0 – 3    | barátságos mérkőzés | becserélve |